# Artiom Giebiekow
Artiom Gasanowicz Giebiekow (ros. Артём Гасанович Гебеков; ur. 6 października 1989) – rosyjski zapaśnik startujący w stylu wolnym. Piąty w mistrzostwach Europy w 2013. Piąty w Pucharze Świata w 2017. Wicemistrz Rosji w 2017 roku.